# الدراما الخليجية
الدراما الخليجية هي نوع من النصوص الأدبية العربية التي  تؤدى تمثيلا في المسرح أو السينما أو المرناة (التلفاز) أو الإذاعة. تتألف الدراما الخليجية من أنواع عديدة مثل الاجتماعي و الحزن و البوليسي و الطلاب و الكوميدي، إلا أن الدراما الخليجية تنتمي إلى طابع الحزن أكثر من أي نوع آخر. اشتهرت الدراما الخليجية في جميع أنحاء الوطن العربي.[بحاجة لمصدر]

## الدول الخليجية
تتألف الدراما الخليجية من 6 دول، هي:
السعودية - الكويت -  سلطنة عمان - الإمارات  - البحرين - قطر.

## أبرز ممثلي الدراما الخليجية
- سعاد عبد الله - الكويت.
- خالد النفيسي - الكويت.
- عبدالحسين عبدالرضا - الكويت.
- ناصر القصبي - السعودية.
- ليلى سلمان - السعودية.
- حياة الفهد - الكويت.